# Proyecto openSUSE
El Proyecto openSUSE es el nombre de un programa comunitario patrocinado por SUSE/The Attachmate Group, IP Exchange y AMD. Tiene como objetivo primordial el desarrollo, mantenimiento y promoción de la distribución de linux openSUSE. Al ser un proyecto abierto, cualquier usuario puede incorporarse como programador o como colaborador de la wiki.
La comunidad publica un semanario de noticias donde dan a conocer los avances del proyecto, así como las hojas de rutas a seguir para conseguir los objetivos específicos planteados. Además, en mayo de 2008, el proyecto lanzó el portal openSUSE Lizards, un servicio de blog para sus miembros.

## Objetivos
Los objetivos principales del proyecto openSUSE son:
- Hacer de openSUSE la distribución de más fácil acceso, y la plataforma de código abierto más utilizada.
- Proveer un ambiente de colaboración que ayude a convertir a openSUSE en la mejor distribución de Linux, tanto para usuarios nuevos como experimentados.
- Simplificar y abrir el desarrollo de paquetes, para hacer de openSUSE la elección primordial de desarrolladores de aplicaciones.

## Organización
La comunidad se rige por una junta. Los directivos actuales son escogidos por votación de los miembros de la comunidad, con la excepción de un cargo de enlace con la empresa. Este cargo sería designado directamente por SUSE/The Attachmate Group.
Entre sus atribuciones principales se encuentra resolver conflictos y mantener una fluida comunicación entre los miembros de la comunidad y las empresas auspiciadoras.